# Trương Lục Thủy
Trương Lục Thủy (chữ Hán: 張緑水; Hangul: 장녹수; năm sinh không rõ, mất ngày 2 tháng 9 năm 1506), là một Hậu cung trong Nội mệnh phụ của Yên Sơn Quân, vị quân chủ thứ 10 của nhà Triều Tiên.

## Tiểu sử
Cha bà tên là Trương Hán Bật (Jang Han-pi), vốn là Văn nghĩa Huyện lệnh ở Trung Thanh đạo, còn mẹ bà là một người thiếp. Cuộc sống của bà khá bần hàn, phải bán thân để kiếm cái ăn. Sau đó bà trở thành nô tì trong phủ của Tế An đại quân, một người em họ của Triều Tiên Thành Tông. Bà kết hôn với một gia nô trong phủ của Tế An đại quân và có một con trai, nhưng sau đó bà bỏ trốn để đi học ca múa và trở thành một Kỹ sinh. Bà có giọng ca du dương và có thể hát mà không cần động đậy môi. Dung mạo của bà khi đã ngoài 30 tuổi mà nhìn vẫn như cô gái 16 tuổi.
Vua Yên Sơn Quân nghe tiếng của bà, bèn đón vào cung, phong làm Thục viên. Vào năm 1502 bà sinh hạ Linh Thọ Ông chúa. Năm 1503, bà được phong là Thục dung. Yên Sơn Quân vô cùng sủng ái bà, cho dù đang bực tức như thế nào chỉ cần nhìn thấy bà liền trở nên vui vẻ.
Trương Lục Thủy đã lợi dụng sự sủng ái của nhà vua để đưa gia đình chị gái mình nắm những chức vụ quan trọng ở Hàm Kính đạo. Dù sống ở trong cung nhưng bà xây rất nhiều nhà riêng ở bên ngoài, và phá hủy nhà dân chúng xung quanh để phục vụ cho việc xây dựng của mình. Có bản ghi chép cho rằng Quan Đồng Tri trung xu phủ sự là Lý Thừa Chính bị gia nhân của Trương Lục Thủy sỉ nhục và phải đút lót tiền hối lộ để thoát nạn . Năm 1505, bà chém đầu một Kỹ sinh tên là Ngọc Trì Hoa vì cô này lỡ đạp lên váy của bà, sau đó đem bêu đầu ngoài Liên Phương Viện. Trương Lục Thủy và những kẻ thân cận rất cổ vũ cho những cai trị độc đoán của Yên Sơn Quân, khiến dân chúng rất căm phẫn.
Ngày 2 tháng 9 năm 1506, xảy ra Trung Tông phản chánh, Yên Sơn Quân bị phế vị. Trương Lục Thủy bị bắt và chém đầu cùng với 2 phi tần khác là Thục dung Điền thị và Thục dung Kim thị. Thi thể sau đó bị rất nhiều người tới phỉ nhổ và ném đá.